# Powiat de Polkowice
Le powiat de Polkowice (en polonais : powiat polkowicki) est un powiat appartenant à la voïvodie de Basse-Silésie dans le sud-ouest de la Pologne.

## Division administrative
Le powiat comprend 6 communes :
- Communes urbaines-rurales : Chocianów, Polkowice, Przemków
- Communes rurales : Gaworzyce, Grębocice, Radwanice